# 日本黄猄草
日本黄猄草（学名：Strobilanthes japonica）是爵床科紫云菜属的植物。分布于日本以及中国大陆的贵州、四川等地，生长于海拔350米至700米的地区，目前尚未由人工引种栽培。

## 别名
日本马蓝（中国高等植物图鉴）

## 种下等级
- Strobilanthes japonica (Thunb.) Miq.